# Brote de encefalopatía espongiforme bovina en el Reino Unido
El Reino Unido se vio afectado por un brote de encefalopatía espongiforme bovina (EEB, también conocida como «enfermedad de las vacas locas»), y su variante humana equivalente, la enfermedad de Creutzfeldt-Jakob (eCJ), en las décadas de 1980 y 1990. Más de cuatro millones de cabezas de ganado fueron sacrificadas en un esfuerzo por contener el brote y 177 personas murieron después de contraer eCJ al comer carne de res infectada. Se produjo una crisis política y de salud pública, y se prohibió la exportación de carne vacuna británica a numerosos países de todo el mundo, y algunas prohibiciones se mantuvieron vigentes hasta 2019.
Se cree que el brote se originó en la práctica de complementar las proteínas en la alimentación del ganado con harina de carne y huesos (HCH), que utilizaba los restos de otros animales. La EEB es una enfermedad que involucra proteínas infecciosas mal plegadas conocidas como priones en el sistema nervioso; los restos de un animal infectado podrían transmitir la enfermedad a los animales alimentados con esa dieta.

## Antecedentes

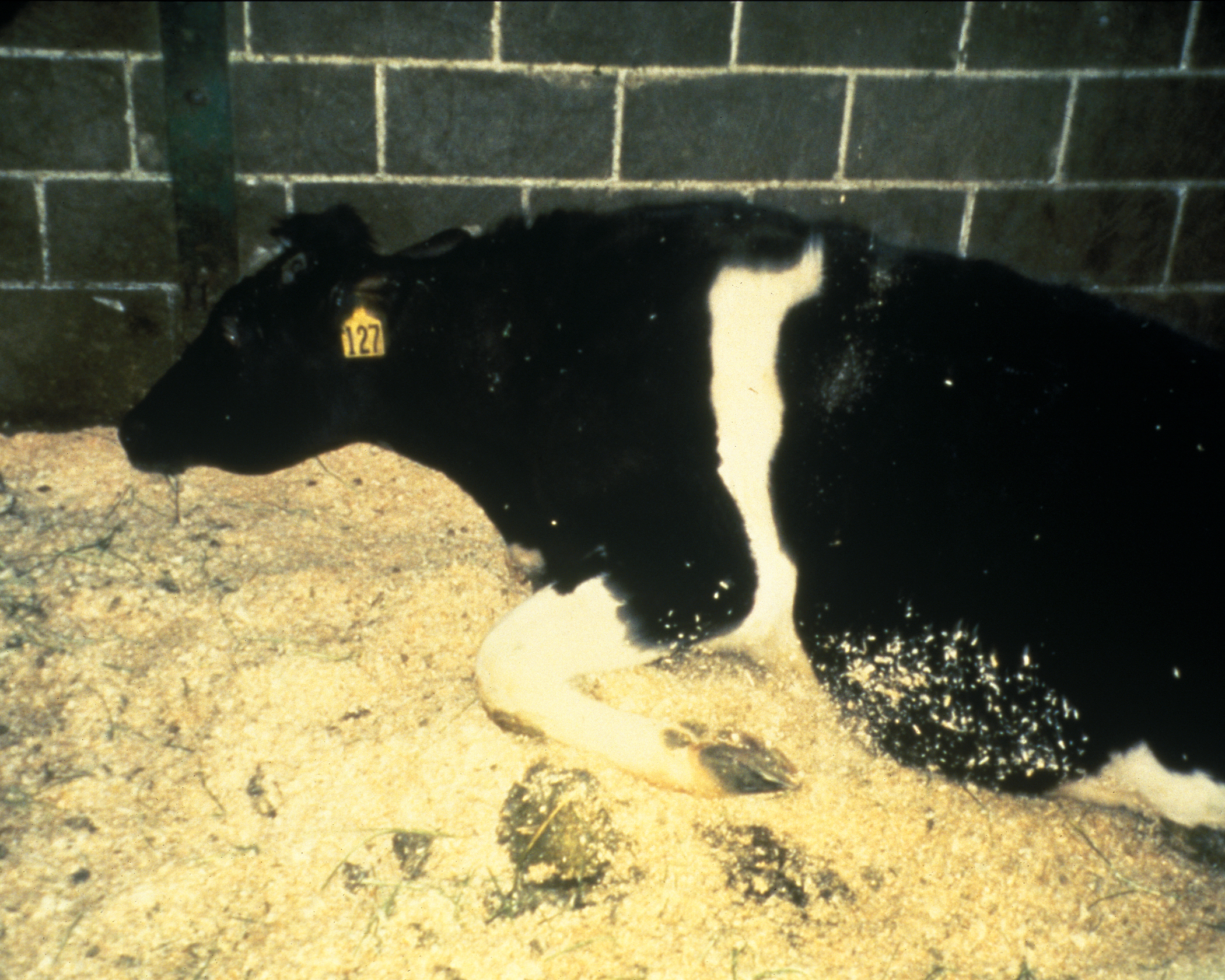
Una vaca con EEB que ha perdido la capacidad de estar de pie.

La encefalopatía espongiforme bovina (EEB) es una enfermedad neurodegenerativa del ganado causada por proteínas mal plegadas conocidas como priones. Los síntomas incluyen comportamiento anormal, dificultad para caminar, pérdida de peso y eventual parálisis. Las enfermedades priónicas, como la EEB, son habitualmente fatales; el tiempo entre la infección y el inicio de los síntomas es generalmente de cuatro a cinco años y el tiempo desde el inicio de los síntomas hasta la muerte es típicamente de semanas a meses.
En el momento del brote, la ganadería era el mayor sector de la agricultura británica, comprendía hasta el 38% de toda la producción agrícola del Reino Unido y era capaz de satisfacer la mayoría de la demanda interna de carne vacuna y lácteos. Esto se debió a las políticas promulgadas después de la Segunda Guerra Mundial para reducir la dependencia de las importaciones de alimentos y mantener las áreas rurales, y fortalecidas después de que la entrada del Reino Unido en 1973 en el Espacio Económico Europeo proporcionara la Política Agrícola Común y un mercado de exportación más grande para los agricultores. La industria ganadera había producido una raza de ganado lechero que tenía un alto rendimiento de leche cuando se alimentaba con una dieta rica en proteínas. Alimentos derivados de fuentes animales, como la harina de carne y huesos (HCH), se habían utilizado desde principios del siglo XX y se encontró que aumentaban la producción de leche más que los derivados de fuentes no animales como la soja. El hecho de que los rebaños dedicados a la producción de leche fueran alimentados con este tipo de alimentos más que los rebaños dedicados a la producción de carne resultó, en última instancia, irrelevante, ya que la mayor parte de la carne británica procedía de ganado en rebaños lecheros.
Se cree que el ganado británico se infectó en grandes cantidades en la década de 1980 mediante el uso de HCH, que contenía los restos de otros animales. Esto incluía los restos de ganado que había desarrollado espontáneamente la enfermedad, así como ovejas infectadas con tembladera, una enfermedad similar en las ovejas, mientras que la inclusión de tejido cerebral y de la médula espinal en la HCH aumentaba la probabilidad de infección.

## Cronología del brote

### Década de 1980: primeros casos de EEB en bovinos

Evolución de la epidemia de encefalopatía espongiforme bovina (EEB) en el Reino Unido.

Las primeras sospechas de EEB se dieron en una granja en Sussex en diciembre de 1984, y el primer caso confirmado fue por un examen post mortem de una vaca de la misma granja en septiembre de 1985, aunque no se confirmó como tal hasta junio de 1987.
En noviembre de 1987, el Ministerio de Agricultura británico aceptó que tenía una nueva enfermedad en sus manos. En 1989, los productos alimenticios de alto riesgo, como los despojos, fueron prohibidos para el consumo humano y el miedo generalizado a la carne de vacuno llevó a muchos consumidores británicos a dejar de comprarla.

### 1990-1994: extensión a otros animales
Una de las razones por las que el gobierno británico manifestaba que la carne de vacuno era segura fue la creencia de que los productos cárnicos infectados con EEB no podrían infectar a otros animales. Esto se basaba en la experiencia con ovejas infectadas con tembladera, que habían demostrado ser incapaces de causar ninguna enfermedad en humanos.
Sin embargo, los científicos que estudiaban la EEB ya estaban cuestionando esta suposición y el 10 de mayo de 1990 se informó ampliamente de que un gato siamés llamado Max había sido infectado con EEB, proporcionando la primera confirmación fuera de laboratorio de que la EEB podría de hecho transmitirse entre especies a través de la ingesta de carne infectada. A pesar de ello, el gobierno británico mantuvo que la carne de res británica era segura y ese mismo mes el entonces secretario de Estado de Medio Ambiente, Alimentación y Asuntos Rurales, John Gummer, apareció en la televisión animando a su hija a comer una hamburguesa de ternera y declaró que la carne de res británica era «completamente segura». Muchos más gatos desarrollarían la enfermedad, al igual que muchos otros animales, incluido al menos un tigre en un zoológico del Reino Unido.
Los casos de la enfermedad en el ganado continuaron aumentando a pesar de la prohibición de alimentar a las vacas con despojos y alcanzaron su punto máximo con 100 000 casos confirmados en 1992-1993. En un intento por detener la propagación de la enfermedad, un total de 4,4 millones de bovinos fueron sacrificados.

### 1994–1996: propagación a los seres humanos
A finales de 1994, varias personas comenzaron a mostrar síntomas de una enfermedad neurológica similar a la enfermedad de Creutzfeldt-Jakob (eCJ), un trastorno fatal que ocurre naturalmente en un pequeño porcentaje de personas, aunque por lo general solo en personas mayores. Esta nueva forma de la enfermedad se seguiría identificando como variante de la eCJ (vCJ), que se presentaba principalmente en personas más jóvenes y estaba causada por el consumo de carne infectada con EEB. La primera muerte conocida por vCJ ocurrió el 21 de mayo de 1995, cuando falleció Stephen Churchill, de 19 años, aunque el gobierno del Reino Unido siguió enfatizando la seguridad de la carne de vacuno británica y, en septiembre de 1995, concluyó que no había «pruebas suficientes» para vincular la EEB y la vCJ. No fue hasta el 20 de marzo de 1996 cuando Stephen Dorrell, el Secretario de Estado de Salud, anunció que la vCJ estaba causada por comer carne infectada con EEB.
177 personas (a junio de 2014) contraerían y fallecerían a causa de la enfermedad.

## Controles y prohibiciones de ternera británica
En cuanto se identificó la EEB, Estados Unidos prohibió la importación de ganado británico en 1989 y se destruyeron 499 vacas que habían sido importadas recientemente del Reino Unido. Los Estados Unidos sacrificaron 116 vacas británicas más en 1996.
Entre diciembre de 1997 y noviembre de 1999, el gobierno británico prohibió la venta de carne de vacuno con hueso.
Una semana después del anuncio de Dorrell, el 27 de marzo de 1996, la Unión Europea (UE) impuso una prohibición mundial a las exportaciones de carne vacuna británica. La prohibición duraría diez años, antes de que finalmente se levantara el 1 de mayo de 2006, aunque se mantuvieron las restricciones sobre la carne de vacuno británica que contiene material vertebral y la carne de vacuno vendida con hueso. La prohibición, que generó mucha controversia en el Parlamento, y la incineración de más de un millón de cabezas de ganado desde al menos marzo de 1996, dio lugar a controversias comerciales entre el Reino Unido y otros estados de la UE, que los medios de comunicación denominaron una «guerra de la carne de vacuno» [beef war]. Francia siguió imponiendo ilegalmente una prohibición a la carne de vacuno británica mucho después de que el Tribunal de Justicia de la Unión Europea le ordenara levantar su bloqueo; nunca llegó a pagar una multa por hacerlo.

## La investigación de la EEB
Durante el apogeo de la crisis, así como después de que los casos comenzaran a declinar, el gobierno del Reino Unido fue criticado por su respuesta y, en particular, por lo lento que fue en reconocer el problema, informar al público y tomar medidas para solucionarlo.
El 22 de diciembre de 1997, se anunció una investigación en el parlamento para valorar la historia del brote y las medidas tomadas en respuesta. La investigación fue realizada por un comité formado por Phillips of Worth Matravers, June Bridgeman y Malcolm Ferguson-Smith. Proporcionó sus resultados en octubre de 2000 y fue publicado en su totalidad por Nick Brown, el secretario de agricultura en ese momento. El informe de la investigación fue crítico con el gobierno, el Ministerio de Agricultura, Pesca y Alimentación y Donald Acheson, el director médico.

## Riesgo futuro
El brote original de vCJ solo afectó a individuos con una composición genética particular; aquellos que solo producen una forma M de una proteína en particular. Los estudios de enfermedades similares en otras partes del mundo han demostrado que las personas con la forma M tienden a enfermarse rápidamente en una primera ola, mientras que las personas con la otra forma, en V, pueden estar infectadas pero ser asintomáticas durante años o incluso décadas. Esto ha llevado a algunos investigadores, incluido Graham Jackson del University College de Londres, a advertir que podría haber una segunda ola de infecciones de vCJ años después.
A fines de 2014, se informó el primer caso en un individuo con la forma V de la proteína.

## Obras citadas
- Phillips, Nick; Bridgeman, June; Ferguson-Smith, Malcolm (October 2000), The BSE Inquiry, archivado desde el original el 2 de agosto de 2006, consultado el 30 de mayo de 2021.
- Sheen, Barbara (2005). Mad cow disease. San Diego, CA: Lucent Books. ISBN 9781590186350 – via Archive.org.

- Datos: Q85812092